# Риделберг
Риделберг (њем. Riedelberg) општина је у њемачкој савезној држави Рајна-Палатинат. Једно је од 84 општинска средишта округа Југозападни Палатинат. Према процјени из 2010. у општини је живјело 496 становника. Посједује регионалну шифру (AGS) 7340221.

## Географски и демографски подаци
Риделберг се налази у савезној држави Рајна-Палатинат у округу Југозападни Палатинат. Општина се налази на надморској висини од 317 метара. Површина општине износи 5,2 km². У самом мјесту је, према процјени из 2010. године, живјело 496 становника. Просјечна густина становништва износи 95 становника/km².